# STS-61B
STS-61B — вторая миссия MTKK «Атлантис», 23-й полёт «Спейс шаттла». Космический корабль был запущен 27 ноября 1985 года со стартовой площадки 39-A Космического центра им. Кеннеди, с полезной нагрузкой. Посадка была произведена через восемь дней спустя 3 декабря. Впервые в космос отправился мексиканец Родольфо Нери. Это была миссия с наибольшей массой полезной нагрузки доставленная на орбиту шаттлом.

## Экипаж
- (НАСА): Брюстер Шоу (Brewster H. Shaw) (2-космический полёт) — командир экипажа шаттла;
- (НАСА): О'Коннор, Брайан Дэниел (Bryan D. O’Connor) (1) — пилот;
- (НАСА): Шервуд Спринг (Spring Sherwood Clark) (единственный) — специалист полёта 1;
- (НАСА): Клив, Мэри Луиз (Cleave, Mary Louise) (1) — специалист полёта 2;
- (НАСА): Джерри Росс (Jerry Lynn Ross) (1) — специалист полёта 3;
- (НАСА): Чарлз Уокер (Charles David Walker) (3, последний) — специалист по полезной нагрузке 1, корпорации «McDonnell Douglas»;
- (AEXA): Родольфо Нери (Rodolfo Neri Vela) (единственный) — специалист по полезной нагрузке 2.

## Параметры миссии
- Масса:
  - Стартовая при запуске: 118,664 т
  - Полезной нагрузки: 21,791 т
  - Масса при посадке: 93,3 т

## Полезная нагрузка
Четыре спутника: три спутника связи Morelos-B(Мексика) Optus-A2(Австралия), Satcom-K2(США) и OEX Target.
Прочие грузы в жилом отсеке:
- создание лекарств в условиях микрогравитации в «установке для электрофореза непрерывного действия» (англ. Continuous Flow Electrophoresis System CFES) корпорации «McDonnell Douglas»;
- эксперимент по выращиванию большого кристалла (англ. Diffusive Mixing of Organic Solutions — DMOS);
- эксперименты Родольфо Нери (англ. Morelos Payload Specialist Experiments — MPSE) и эксперименты в рамках программы шаттлов.

В грузовом отсеке также был спецконтейнер с экспериментом студентов из Канады по созданию зеркал в условиях микрогравитации и камера IMAX для грузового отсека (ICBC).

## Ход миссии
Спутники Morelos-B и Optus-A2 были выведены на орбиты с помощью вспомогательных двигателей PAM-D. Для Satcom-K2 впервые была использована модификация PAM-D2 для вывода более тяжёлых спутников.
Было проведено 2 эксперимента по сборке конструкций вне космического корабля EASE/ACCESS:
- сборка конструкция по форме близкая к пирамиде(Experimental Assembly of Structures in Extravehicular Activity — EASE);
- сборка конструкции по форме типа близкой «высокой башни» (Assembly Concept for Construction of Erectable Space Structure — ACCESS).

В ходе работы было признано что EASE слишком неудобная и сложная для сборки, ACCESS оказалась намного более приспособлена к условиям космоса.
В рамках экспериментов Шервудом Спрингом и Джерри Россом были совершены 2 выхода в открытый космос, первый продолжительностью 5 часов 32 минуты, второй 6 часов 38 минут.
Тестирование Orbiter Experiments Digital Autopilot (OEX DAP) с использованием OEX Target который был запущен при выходе в открытый космос.
Посадка на авиабазе Эдвардс.

## Следующая миссия «Атлантиса»
Следующая миссия «Атлантиса» STS-61G была запланирована на 20 мая 1986 года, но была отменена в связи с катастрофой «Челленджера» STS-51L.
В дальнейшем следующая миссия «Атлантиса» STS-27 состоялась 2-6 декабря 1988 года.

## Галерея

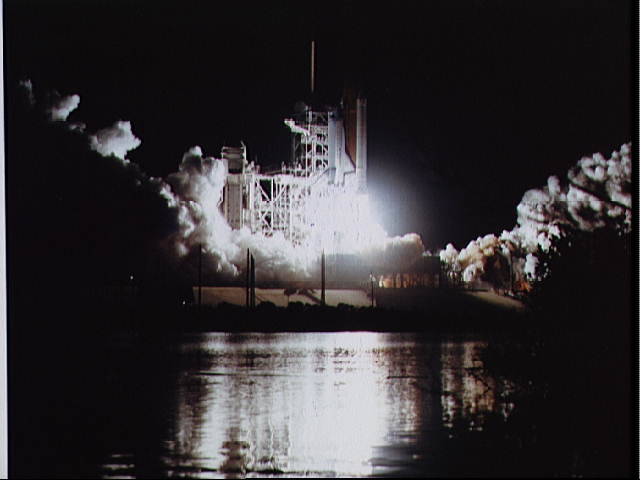
Ночной старт шаттла Атлантис в начале миссии STS-61B
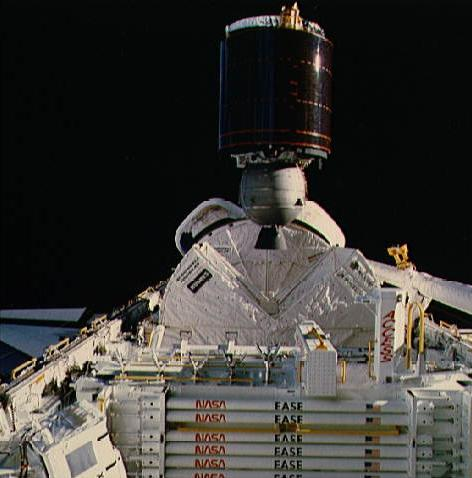
Запуск спутника Morelos-B
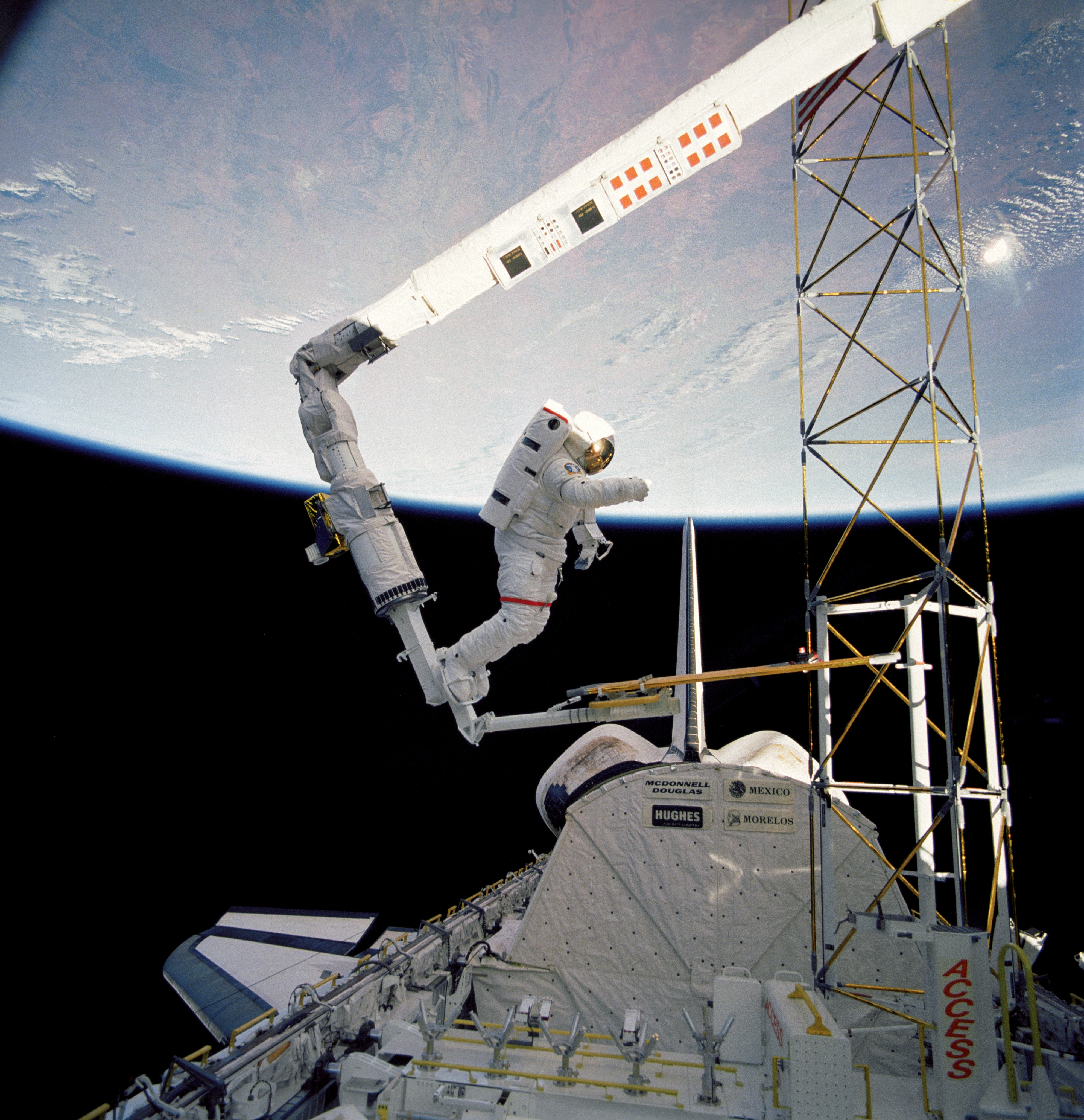
Строительство ACCESS структуры
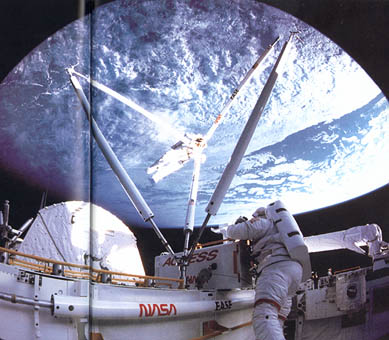
Работы в космосе — Росс и Спринг.
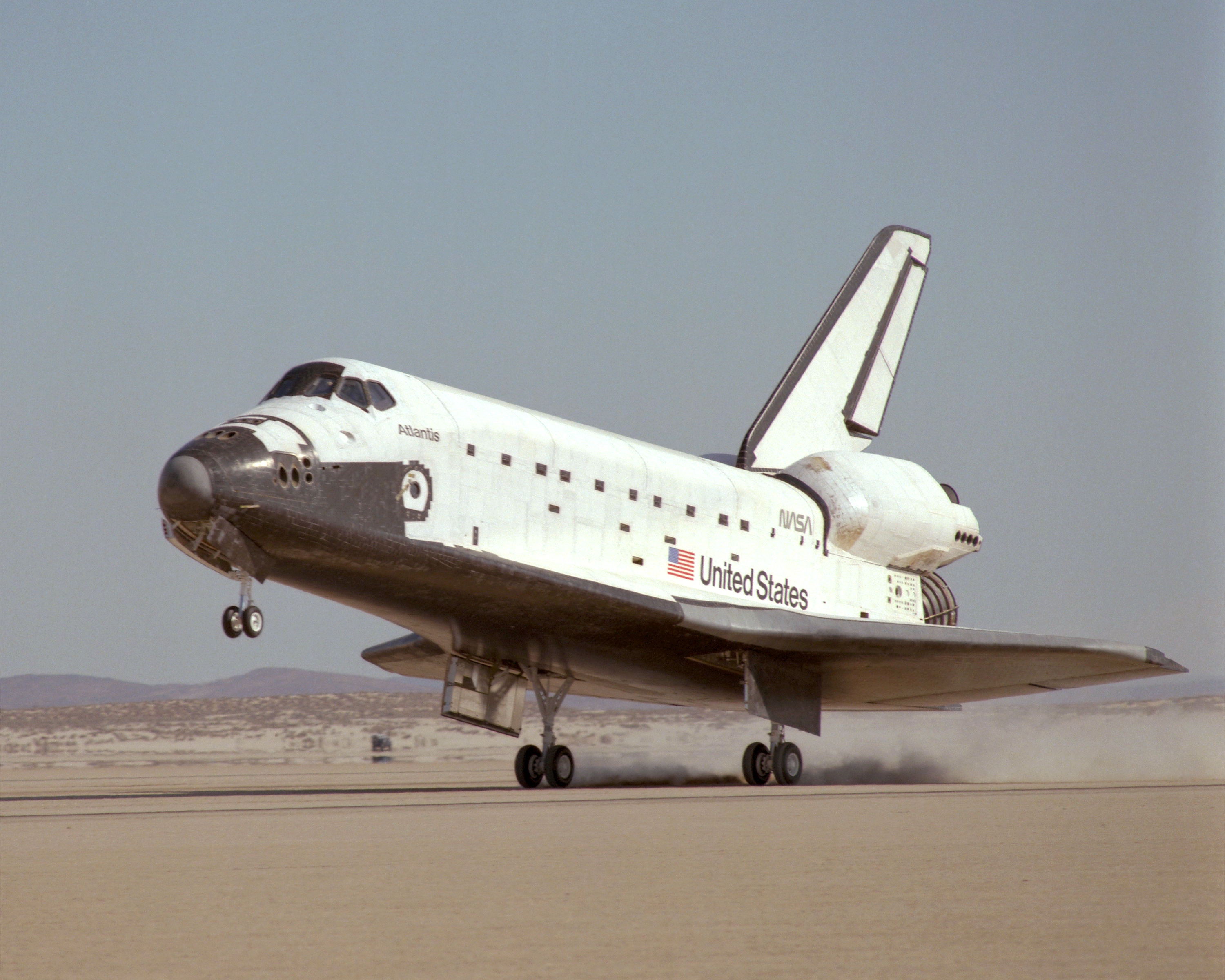
Окончание миссии STS-61B: посадка шаттла на авиабазе Эдвардс